# Річард Бромптон
 Річард Бромптон (англ. Richard Brompton 1734 — 1783, Царське Село) — британський художник XVIII століття. Портретист.

## Життєпис
Народився в Англії. Художню освіту отримав в майстерні Бенджаміна Вілсона в Лондоні. Удосконалював майстерність в Італії, де працював в Римі в майстерні Рафаеля Менгса. В Італії працював приблизно 10 років.
У 1765 р. повернувся в Британію. Оселився в Лондоні, де зробив непогану художню кар'єру. За висловами англійських дослідників, вів екстравагантний спосіб життя і став боржником. Був притягнутий до Королівського суду. Про матеріальну скруту чоловіка імператриці Катерини ІІ розповіла дружина художника, що приїхала в столицю російської імперії та привезла з собою деякі твори Бромптона. Картини художника сподобались і імператриця розпорядилася сплатити борги Бромптона та запросила того на працю в Петербург. З 1779 р. він в Петербурзі. З 1780 р. — придворний художник, бо помер Стефано Тореллі, що обіймав цю посаду. Бромптон помер у 1783 р. в передмісті столиці — тепер Царське Село (музей-заповідник) .
Історіограф Якоб Штелін згадував Річарда Бромптона в своїй праці про російське мистецтво XVIII століття.

## Вибрані твори
- Принц Вельський у вбранні кавалера Ордену Підв'язки, 1772,
- Граф Чатем, 1772 .
- Принц Фредерік.
- Ахіл на вихованні у кентавра.
- Адмірал Чарльз Сондерс, 1773, Нац. Морський музей, Гринвіч, Англія
- Томас Литлтон, 1775, Нац. Портретна галерея.
- Російська мператриця Катерина ІІ, овал, поясне зображення,1782, Ермітаж.
- Катерина ІІ на тлі з російським флотом
- Олександра Браницька, Воронцовський палац, м. Алупка, Крим.
- Великий князь Олександр дитиною розрубає гордіїв вузол (майбутній цар Олександр І)
- Великий князь Костянтин з хрестом імператора Костянтина Великого.

## Галерея

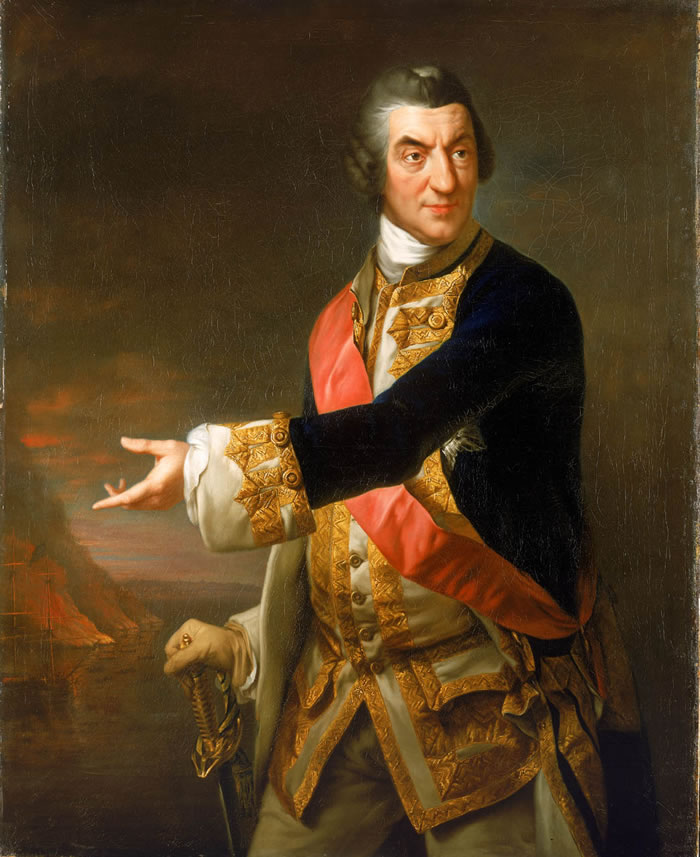
Адмірал Чарльз Сондерс, 1773
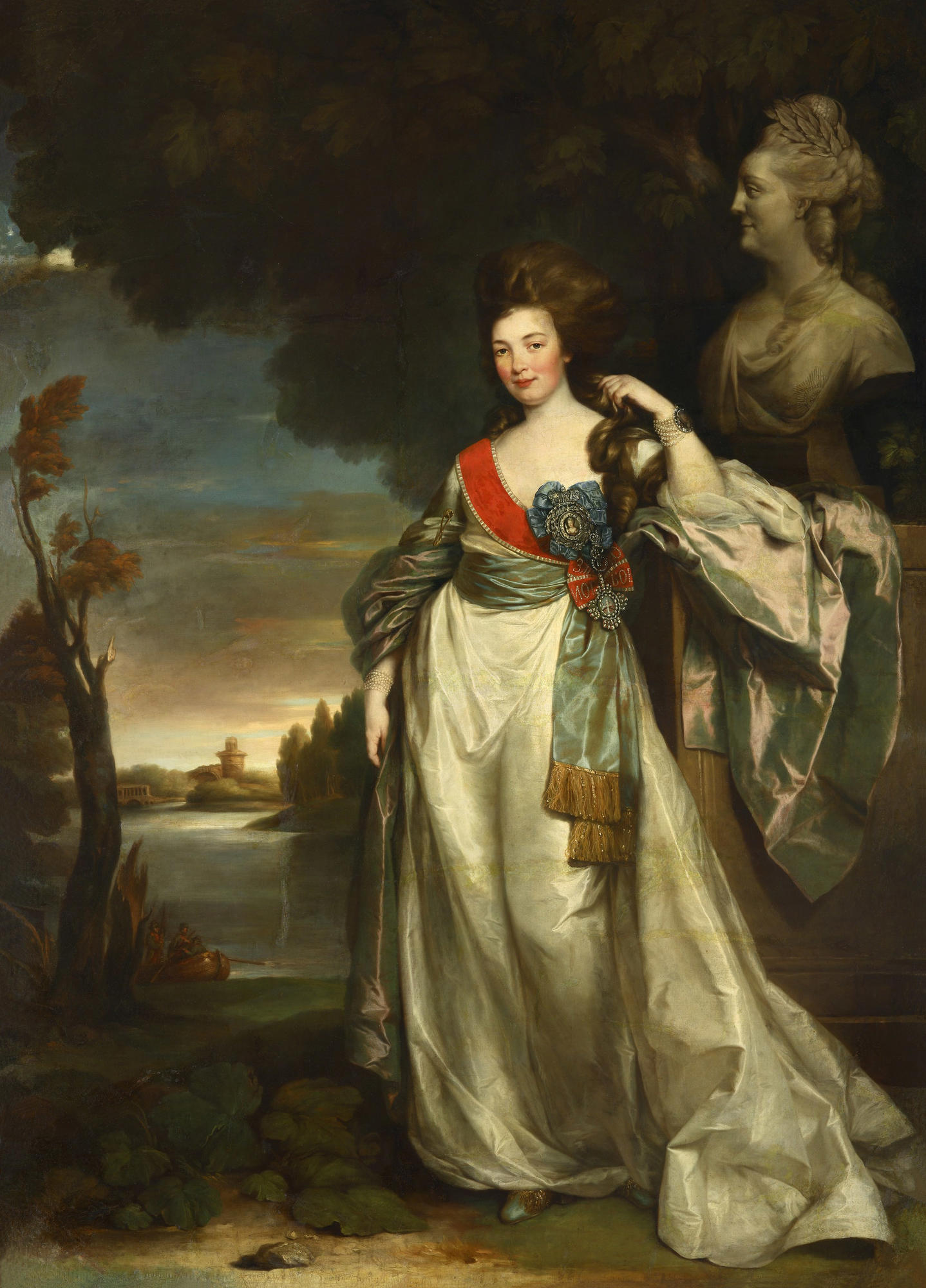
Олександра Браницька, Воронцовський палац, Алупка, Крим.
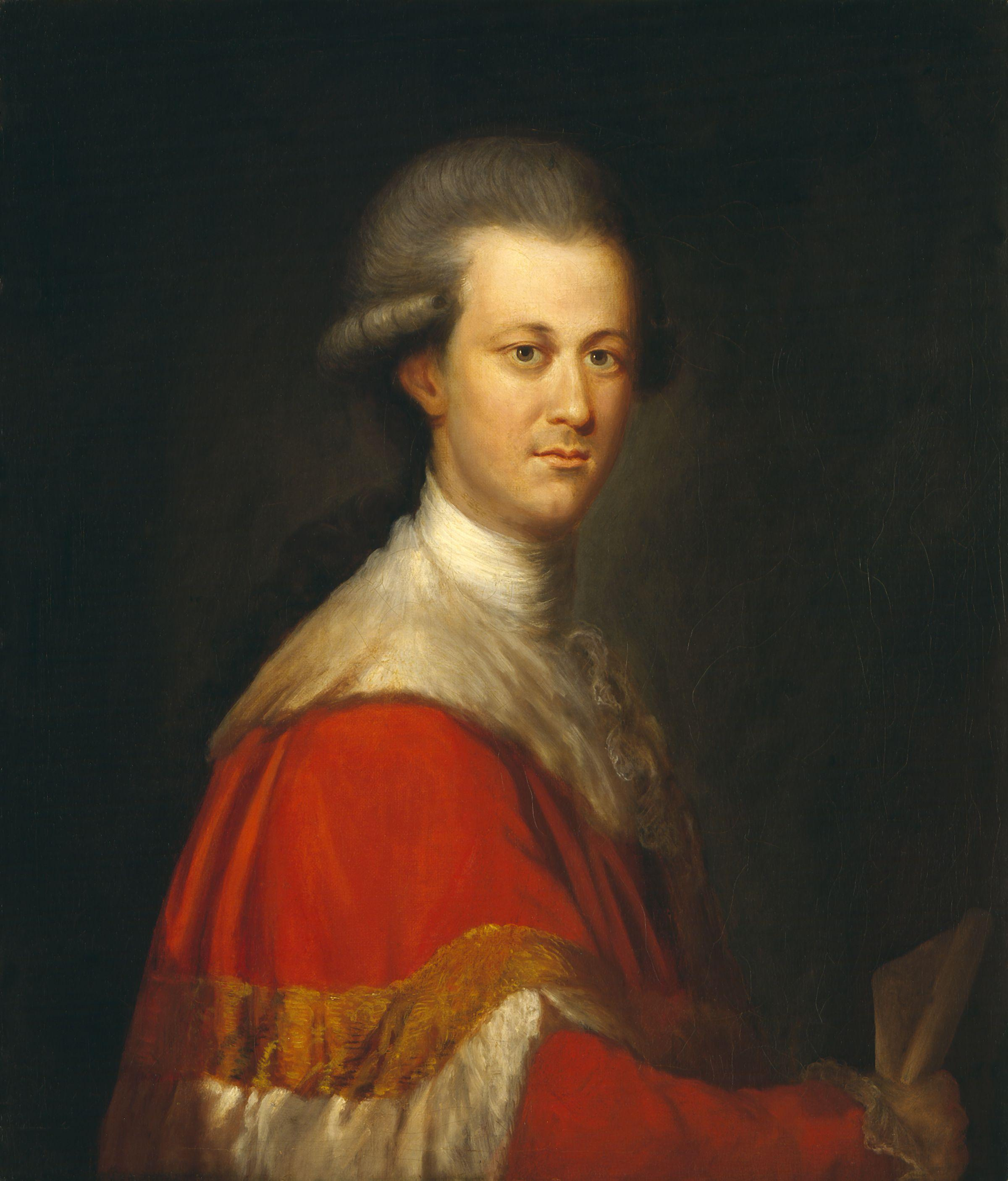
Томас Литлтон, 1775